# Deepfake
Il deepfake (parola coniata nel 2017) è una tecnica per la sintesi dell'immagine umana fondata sull'intelligenza artificiale, usata per combinare e sovrapporre immagini e video esistenti con video o immagini originali con una tecnica di apprendimento automatico, conosciuta come rete antagonista generativa. È stata anche usata per creare falsi video pornografici ritraenti celebrità e per le porno vendette, ma può anche essere usato per creare notizie false, bufale e truffe, per compiere atti di cyberbullismo o altri crimini informatici di varia natura oppure per satira.

## Storia
Lo sviluppo della tecnica ha avuto luogo principalmente in due ambiti: ricerca nelle istituzioni accademiche e sviluppo amatoriale nelle comunità online.

### Ricerca accademica
La ricerca accademica relativa IA deepfake si trova prevalentemente nel campo della visione artificiale, un ramo dell'informatica spesso basato sull'intelligenza artificiale, che si concentra sull'elaborazione al computer di immagini e video digitali. Un primo progetto di riferimento fu il "Video Rewrite", pubblicato nel 1997, che ha modificato un video esistente di una persona che parla, raffigurando quella persona in modo che sembrasse che stesse pronunciando le parole appartenenti a una traccia audio differente da quella originale. Era il primo sistema che riuscì completamente ad automatizzare questo tipo di animazione facciale, usando le tecniche del machine learning per creare connessioni tra i suoni prodotti dal soggetto del video e la forma della sua faccia.
I progetti accademici contemporanei si sono concentrati sulla creazione di video più realistici e sulla realizzazione di tecniche più semplici, veloci e accessibili. Il progetto “Synthesizing Obama”, pubblicato nel 2017, modifica video dell'ex presidente americano Barack Obama, raffigurandolo mentre pronuncia parole che appartengono a una traccia audio separata. Il programma "Face2Face", pubblicato nel 2016, modifica video raffiguranti la faccia di una persona, raffigurandola mentre imita le espressioni facciali di un'altra persona in tempo reale.

### Sviluppo amatoriale
Il termine deepfake è nato alla fine del 2017 da un utente di Reddit chiamato deepfakes. Lui, come altri utenti nella sezione r/deepfakes di Reddit, condividevano i deepfake che creavano; in molti dei video venivano scambiati i volti delle celebrità con quelli di attrici in video pornografici, mentre i contenuti non pornografici includevano molti video ritraenti il volto dell'attore Nicolas Cage inserito in svariati film. Nel dicembre 2017, Samantha Cole pubblicò un articolo su r/deepfakes su Vice, il quale ha attirato la prima attenzione sui deepfake che venivano condivisi nelle comunità online. Sei settimane dopo, Cole scrisse in un articolo dell'incremento della falsa pornografia assistita dall'intelligenza artificiale. Nel febbraio del 2018, r/deepfake fu bannato da Reddit a causa della condivisione di pornografia involontaria, e altre piattaforme sul web, incluso Twitter e Pornhub, bannarono a loro volta l'uso dei deepfake per pornografia involontaria.
Altre comunità online rimasero comunque, incluse comunità di Reddit che non condividevano pornografia, come ad esempio r/SFWdeepfakes (acronimo di "safe for work", sicuri per il lavoro), i cui membri condividevano deepfake raffiguranti celebrità, politici, e altri in scenari non pornografici. Altre comunità in Rete continuano a condividere pornografia su piattaforme che non hanno bannato l'utilizzo dei deepfake pornografici.

### Pornografia
I deepfake pornografici emersero su internet nel 2018, in particolare su Reddit, e sono stati bannati da siti come Reddit, Twitter, e Pornhub. Nell'autunno del 2017, un utente anonimo di Reddit con lo pseudonimo "deepfakes" postò diversi video porno su Internet. Il primo che attirò l'attenzione di molti fu il deepfake di Daisy Ridley. È anche uno dei video deepfake più conosciuti. Un altro fu il deepfake sulla simulazione in cui si vede Gal Gadot che ha un rapporto sessuale con il suo fratellastro, mentre altri raffiguravano celebrità come Emma Watson, Ariana Grande, Katy Perry, Taylor Swift o Scarlett Johansson. Le scene non erano reali, ma erano create grazie all'intelligenza artificiale. Furono cancellati poco tempo dopo.
Con il passare del tempo, la comunità di Reddit risolse molti bug nei video falsi, rendendoli sempre più difficili da distinguere dai contenuti reali. Fotografie non-pornografiche e i video delle celebrità, i quali erano disponibili online, venivano usati come dati di allenamento per i vari software. Il fenomeno dei deepfake fu riportato per la prima volta nel dicembre 2017 nella sezione tecnica e scientifica del magazine Vice, portandolo alla diffusione su altri media.
Scarlett Johansson, un soggetto frequente dei porno deepfake, parlò pubblicamente del problema al Washington Post nel dicembre del 2018. Ha espresso preoccupazione per il fenomeno, descrivendo Internet come un "vasto tunnel spaziale di tenebre che si mangia da solo". Comunque, lei disse anche che non avrebbe provato a rimuovere nessuno dei deepfake, perché credeva che non avrebbero colpito la sua immagine e le differenti leggi in tutti i paesi e la cultura di Internet rendono ogni tentativo di rimozione dei deepfake "una causa persa"; lei crede che ogni celebrità come lei è protetta dalla propria fama, i deepfake rappresentano una grave minaccia per le donne meno conosciute, le quali possono vedere la propria reputazione danneggiata a causa della pornografia involontaria nei deepfake o dalle porno vendette.
Nel Regno Unito, i produttori dei materiali deepfake possono essere perseguiti per molestie, ma vi è la volontà di rendere il deepfake un crimine specifico.
In Italia nel 2024 ha fatto scalpore un filmato deepfake con il volto del presidente del consiglio Giorgia Meloni, il processo è ancora in corso.

### Politica
Il deepfake è stato usato per rappresentare in modo falso politici famosi su portali video o chatroom. Ad esempio, il volto del presidente argentino Mauricio Macri fu sostituito dal volto di Adolf Hitler, e il volto di Angela Merkel venne sostituito da quello di Donald Trump. Nell'aprile del 2018, Jordan Peele e Jonah Peretti crearono un deepfake usando Barack Obama come pubblicità sul pericolo dei deepfake. Nel gennaio del 2019, l'emittente Fox ha mandato in onda un deepfake di Trump in cui lo si derideva per il suo aspetto e il suo colore della pelle.

## Software per ilDeepfake
Nel gennaio 2018 fu lanciata un'applicazione chiamata FakeApp. L'app permette agli utenti di creare facilmente e di condividere video con volti scambiabili. L'app utilizza una rete neurale artificiale e la potenza del processore grafico e da tre a quattro gigabyte di memoria per generare il video falsi. Per informazioni dettagliate, il programma necessita di parecchio materiale visivo raffigurante la persona "vittima", in modo da apprendere quali aspetti dell'immagine dovessero essere cambiati, usando un algoritmo di deeplearning basato su sequenze di video e immagini.
Il software utilizza la struttura IA TensorFlow di Google, la quale, oltre al resto, era già stata usata per il programma DeepDream. Le celebrità sono i maggiori soggetti di video falsi, ma appaiono anche altre persone. Nell'agosto 2018, i ricercatori dell'Università della California - Berkeley pubblicarono un articolo introducendo "fake-dancing" app, la quale creava abilità di danza false utilizzando l'IA.
Vi sono anche alternative open source al programma originale FakeApp, come DeepFaceLab, FaceSwap e myFakeApp.

## Critica

### Abusi
Il giornale “Aargauer Zeitung” dice che la manipolazione di immagini e video tramite l'uso dell'intelligenza artificiale può diventare un pericoloso fenomeno di massa. Comunque, la falsificazione di immagini e video è anche più vecchio dell'avvento dei programmi di montaggio video e i programmi di modifica immagini; in questo caso l'aspetto nuovo è il realismo.
È anche possibile usare i deepfake per bufale mirate e revenge porn.

### Effetti sulla credibilità e autenticità
Un effetto dei deepfake è che non è più possibile distinguere se il contenuto è mirato (ad esempio satira) o genuino. Il ricercatore di IA Alex Champandard ha detto che tutti dovrebbero sapere quanto velocemente le cose possono essere falsificate al giorno d'oggi con questa tecnologia, e che il problema non è tecnico, piuttosto è da risolvere con la fiducia nell'informazione e nel giornalismo. Il problema principale è che l'umanità potrebbe cadere in un'epoca in cui non è più possibile determinare se il contenuto di un media corrisponde alla verità.

### Reazione di Internet
Alcuni siti, come Twitter e Gfycat, hanno annunciato che avrebbero eliminato i contenuti deepfake e avrebbero bloccato i loro autori. In precedenza, la piattaforma Discord bloccò un canale di discussione con video pornografici di alcune celebrità. Il sito porno Pornhub pianificò il blocco di questi contenuti; in ogni caso, è stato riportato che il sito non ha imposto questo blocco. Su Reddit, la situazione inizialmente fu poco chiara, fino a quando la sezione dedicata IA deepfake fu sospesa il 7 febbraio 2018, a causa della violazione delle politiche di "pornografia involontaria". Nel settembre 2018, Google aggiunse "immagini pornografiche sintetiche e involontarie" alla propria lista di blocchi, permettendo a chiunque di richiedere il blocco dei risultati che mostravano i loro nudi falsi.

## Nella cultura di massa

### Picaperdi Jack Wodhams
Il numero di metà dicembre 1986 della rivista Analog, pubblicò Picaper di Jack Wodhams. La trama ruota intorno IA video digitalmente migliorati o generati digitalmente, creati da hacker esperti al servizio di avvocati senza scrupoli e personalità politiche. Il protagonista, un operaio addetto alla risoluzione dei problemi per il dipartimento di monitoraggio dei sistemi, trova inconsuetamente un video di alta qualità, ma falso.

Jack Wodhams definisce tali video artificiali come "picaper" o "mimepic", animazioni di immagini basate su "informazioni dell'immagine presentata, copiata attraverso selezioni di un numero infinito di variabili che un programma potrebbe fornire".
Ad esempio, qualcuno ottiene una registrazione di te che cammini e parli, e le tue espressioni facciali. Questi calchi possono essere scomposti nei loro compositi di matrice individuale, possono essere analizzati, riorganizzati e possono quindi essere estrapolati attraverso noti modelli comportamentali umani standard, in modo che un'immagine di te possa essere riprogettata facendo e dicendo cose che non hai fatto o detto veramente.
Per Wodhams, la pornografia non è il maggior pericolo di questa tecnologia.
C'è solo una possibilità che questa possa essere una questione di interesse nazionale. Qualcosa di più grande della pornografia o delle alterazioni senza licenza di opere protette da diritto d'autore.
Nella storia, il falso video interattivo viene immesso in una videoconferenza.
In quei giorni un'effettiva riunione di squadra attorno a un tavolo era diventata molto spesso una rarità. Era molto più semplice e più conveniente riunirsi tramite videoconferenza su un circuito esclusivo. Le assemblee potevano essere private e sicure come qualsiasi altra riunione. Nessun sistema era assolutamente impenetrabile, comunque. Un avversario avrebbe potuto facilmente intrufolare un uomo dalla doppia identità in una conferenza molto importante. Se accettata, una persona già nota potrebbe raccogliere una grande quantità di informazioni senza sforzo e in modo impercettibile. Non solo ottenere informazioni, ma inserire informazioni. Un gruppo di sosia convincenti potrebbe nutrire opinioni alquanto contrarie a quelle dei loro gemelli originari. Per seminare una confusione drastica e ottenere un drammatico colpo di Stato.
La conclusione su cui riflettere è che "la vecchia idea che le immagini non mentono dovrà subire una drastica revisione".
Massimo Gramellini sul Corriere ha usato "profondo falso", ma sono state avanzate anche altre possibile traduzioni.